# لئوپولدو لوپز
لئوپولدو لوپز (اسپانیایی: Leopoldo Eduardo López Mendoza‎؛ زادهٔ ۲۹ آوریل ۱۹۷۱) از خانواده‌ای مرفه در کاراکاس است که پدر و مادر او از شخصیتهای سیاسی و شناخته شده ونزوئلا بودند. او یکی از زندانیان سیاسی ونزوئلایی است و حزب سیاسی اراده مردمی را در سال ۲۰۰۰ با انریکه کاپریلس رادنسکی و خولیو بورخس تأسیس کرد. او در ژوئیه سال ۲۰۰۰ به عنوان شهردار منطقه چاکائو در کاراکاس در انتخابات منطقه‌ای انتخاب شد. او هماهنگ‌کننده حزب اراده مردمی نیز هست که در سال ۲۰۰۹ تأسیس کرده‌است.
لوپز یکی از رهبران اپوزیسیون ونزوئلا است که بخاطر فعالیت‌هایش چندین بار توسط حکومت این کشور دستگیرشده‌است و مدتی در حبس خانگی بود. پس از برگزاری رای‌گیری ۳۰ ژوئیه و با افزایش موج سرکوب دولت مادرو، در اول اوت ۲۰۱۷ لئوپولدو لوپز و آنتونیو لِدزما دستگیر شدند. این دستگیری‌ها توسط دونالد ترامپ رئیس‌جمهور آمریکا و آنتونیو گوترش دبیرکل سازمان ملل محکوم شد.
لوپز بخاطر فعالیت‌هایش چندین جایزه از سازمان‌های غیردولتی و دیگر گروه‌ها دریافت کرده‌است.

## زندگی و تحصیلات
لئوپولدو لوپز در ۲۹ آوریل ۱۹۷۱ در خانواده‌ای مرفه در کاراکاس متولد شد. پدر و مادر او از شخصیتهای سیاسی و شناخته شده ونزوئلا بودند. او دو خواهر بنامهای، دیانا و آدریانا لوپز دارد.
مادر او دختر ادواردو مندوزا گویتیکائو است که مدت دو سال در طول سال‌های ۱۹۴۵ تا ۱۹۴۸ وزیر کشاورزی بود. کریستوبال مندوزا نخستین رئیس‌جمهور ونزوئلا پدر پدر بزرگ اوست. او همچنین یکی از نوادگان سیمون بولیوار رهبر جنگ‌های استقلال طلبانه در آمریکای جنوبی است. خواهر بولیوار نیز از اجداد مادری اوست. عموزاده او تور هالورسن رئیس بنیاد حقوق‌بشر ونزوئلاست که دفتر آن در نیویورک است.
لوپز در کالج سانتیاگو کاراکاس تحصیل کرد و از دانشکده هون پرینستون در آمریکا فارغ‌التحصیل شد. در سال ۱۹۸۹، لوپز به "The Mall" روزنامه دانشجویی دانشکده هون گفت: «دور شدن از خانه باعث این شده که نسبت به مسئولیتی که در قبال کشورم دارم بیدار شوم. من جزو یک درصد از افرادی هستم که دارای امتیازهایی هستند ولی با دست یابی به یک آموزش خوب امیدوارم بتوانم کاری برای کمک به کشورم انجام دهم.»
دوستان دانشجوی او می‌گفتند مطمئن هستیم که این ویژگی‌ها به او کمک خواهد کرد تا ونزوئلا را از جهان سوم دور کند.
در سال ۱۹۹۳، لوپز در رشته اقتصاد و جامعه‌شناسی از کالج کنیون فارغ‌التحصیل شد. او در مدرسه دولتی دانشگاه کندی در دانشگاه هاروارد حضور یافت و در سال ۱۹۹۶ دانشنامه فوق لیسانس در رشته مدیریت سیاسی را بدست آورد. در سال ۲۰۰۷ نیز او دکترای افتخاری حقوق را از کالج کنیون دریافت کرد.
لوپز در سال ۲۰۰۷ با لیلیان تینتوری قهرمان ورزشی و مجری رادیو و تلویزیون ازدواج کرد؛ آن‌ها دو فرزند دارند.

## سابقه سیاسی
لئوپولدو لوپز در سال ۲۰۰۴ توسط دفتر حسابرسی ونزوئلا مورد تحریم‌های اداری قرار گرفت و از داشتن دفتر عمومی برای شش سال (از سال ۲۰۰۸، با اتمام دوره خود به عنوان شهردار تا سال ۲۰۱۴)، به اتهام عدم شفافیت در ارائه میزان اموالش محروم شد. هواداران لوپز می‌گویند او هرگز در این رابطه مورد محاکمه قرار نگرفته‌است. لوپز از دولت ونزوئلا شکایت کرد و شکایت او در دادگاه بین‌المللی حقوق بشر به عنوان یک مؤسسه قضایی مستقل در شهر سن خوزه، کاستاریکا و کمیسیون بین‌المللی آمریکایی حقوق بشر مورد بررسی قرار گرفت و به نفع او رأی داده شد ولی دولت حاکم بر ونزوئلا به موضع این دادگاه بی‌توجهی کرد.

## زندگی سیاسی
لوپز حزب سیاسی (عدالت اول) را در سال ۱۹۹۲ تأسیس کرد. به نوشته لس آنجلس تایمز، دولت ونزوئلا علیه او دست به یک کمپین تبلیغاتی زد.
کالج کنیون او را به عنوان فردی سخت کوش و متواضع توصیف کرد که با برخوردهای آرام نسبت به مردم به فردی مردمی و بسیار محبوب و یکی از با نفوذترین شهرداران منطقه چاکائو در کاراکاس تبدیل شده‌است.
لوپز در دسامبر سال ۲۰۰۹ حزب اراده مردمی (VP)را تشکیل داد که خود را مترقی، دموکراتیک، کثرت‌گرا، اجتماعی و مدافع حقوق برای همه توصیف می‌کند.

### پلت فرم سیاسی
لوپز می‌گفت: «ما ونزوئلائی‌ها می‌خواهیم فرزندانمان را به مدارس خوب بفرستیم، جایی که آنها نه تنها می‌توانند زبان اسپانیایی یا ریاضی را یاد بگیرند بلکه ارزش‌ها را نیز بدست آورند به موجوداتی کامل تبدیل شوند.»
او خواستار ایجاد گروه‌های مردمی، شبیه به PTA در هر مدرسه‌ای شد تا از کیفیت مدارس و آموزش داده شده به کودکان و نوجوانان اطمینان حاصل شود. در ارتباط با راه‌های بهتر شدن وضعیت در ونزوئلا لوپز می‌گفت «بخشی از راه حل این است که سازمان اجتماعی داشته باشیم و می‌توانیم وضعیت ونزوئلا را تنها با ترویج فرهنگ، ورزش و اشتغال اصلاح کنیم.»

### چالش‌ها
او در سال ۲۰۱۴ رهبری جنبشی را علیه دولت سوسیالیست نیکلاس مادورو بر عهده گرفت که به یک جنبش خیابانی همراه با دانشجویان مخالف دولت تبدیل شد. این جنبش از فوریه تا ماه مه ۲۰۱۴ ادامه داشت.
در فوریه ۲۰۱۴ او به تظاهرات علیه دولت فراخوان داد و در ۱۸ همین ماه به اتهام سوء قصد و توطئه دستگیر شد. گروه‌های حقوق‌بشری ابراز نگرانی کردند که این اتهامات انگیزه سیاسی داشته‌است. کمیساریای عالی حقوق‌بشر ملل متحد خواستار آزادی افراد دستگیرشده در ارتباط با این تظاهرات شد.
نظرسنجی‌ها در اواخر سال ۲۰۱۴ نشان داد که لوپز پس از دستگیری یکی از محبوب‌ترین سیاستمداران ونزوئلا شده‌است. در سپتامبر سال ۲۰۱۵، او به اتهام ترویج خشونت به ۱۳ سال و ۹ ماه زندان محکوم شد.
در ۸ ژوئیه ۲۰۱۷ او پس از سه سال زندان به بازداشت خانگی منتقل شد ولی در اوایل اوت ۲۰۱۷ توسط مأموران مخفی دستگیر شد و بار دیگر در رامو وردا زندانی شد.

### ۱۴ سال زندان
در جریان تظاهرات مخالفان دولت در فوریه ۲۰۱۴ در کاراکاس، لئوپولدو لوپز نیز بازداشت شد. اتهام او تحریک به خشونت در تظاهرات علیه دولت نیکلاس مادورو بود وی در زندان نظامی «رامو وِرده» واقع در نزدیکی کاراکاس زندانی شد. وی پس از مدتی به زندان عادی «گواریکو» واقع در مرکز ونزوئلا منتقل شد.

#### اعتصاب غذا
لئوپولدو لوپز به همراه دانیل سِبائیوس، شهردار سابق «سان کریستوبال»، در ماه مه ۲۰۱۵ از مخالفان دولت ونزوئلا از زندان اعلام کردند که علیه سرکوب در کشورشان دست به اعتصاب می‌زنند. وی در یک ویدئوی چهار دقیقه‌ای از سلول خود در زندان که به‌شکل مخفیانه تصویربرداری شده بود، اعلام کرد که با دانیل سِبائیوس، شهردار سابق «سان کریستوبال» واقع در غرب ونزوئلا اعتصاب خود را آغاز کرده‌است. لوپز در این فیلم گفت: «سِبائیوس و من تصمیم گرفتیم از امروز (یکشنبه ۲۴ ماه مه) اعتصاب غذای خود را برای دستیابی به هدف‌های کاملاً مشخص آغاز کنیم.» خواسته‌های آن‌ها عبارت بودند از: «آزادی زندانیان سیاسی؛ پایان آزار و اذیت، سرکوب و سانسور؛ اعلام تاریخ مشخص برای برگزاری انتخابات پارلمانی در حضور ناظران سازمان کشورهای آمریکایی (OAS) و اتحادیه اروپا.»
دانیل سِبائیوس، که با لوپز دست به اعتصاب غذا زده‌است، نیز رهبر پیشین دانشجویان و شهردار عزل شده سان کریستوبال است. شهری که در تظاهرات ضد دولتی ۲۰۱۴ پیشگام بود.

#### دادگاه
لوپز در سپتامبر ۲۰۱۵ در دادگاه به توطئه، تحریک به خشونت، خسارت به اموال شخصی و به آتش کشیدن اموال متهم شده‌است. این در حالیست که وی بخش زیادی از این دوران را در زندان بوده‌است. در جلسه دادگاه رسانه‌ها اجازه شرکت نداشتند ولی هم‌حزبی‌های لوپز که در جلسه دادگاه وی حضور داشتند گفتند که وی قاضی دادگاه را به مبارزه طلبید. دیوید اسمولانسکی، شهردار «ال هاتیلو»، از محل برگزاری دادگاه، در توئیتر خود نوشت: «لوپز به رئیس دادگاه گفته‌است: «اگر حکم دادگاه محکومیت من است، شما از خواندن حکم بیشتر از من که حکم را گوش می‌دهم می‌ترسید، چرا که می‌دانید من بی‌گناهم.»
لیلیان تینتوری همسر لوپز در مارس ۲۰۱۷ به گزارشگر یورونیوز گفت: «در این سه سالی که لئوپولدو، همسرم، زندانی است یک سال آن را در سلول انفرادی در یک برج چهار طبقه بود، تنها و بدون اینکه با کسی حرف بزند. وضعش هر روز بدتر می‌شود. قبلاً اجازه روزنامه و کتاب داشت ولی حالا نه. قبلاً می‌توانست بنویسد یا نقاشی کند، حال نمی‌تواند. هیچوقت اجازه مکاتبات شخصی که یک حق ابتدایی است را نداشته‌است. لئوپولدو نمی‌تواند به خانواده‌اش تلفن بزند.»
لیلیان تینتوری برای آزادی لوپز در ابعاد بین‌المللی مبارزه کرد. او با دونالد ترامپ، رئیس‌جمهور آمریکا نیز دیدار کرد ولی نتیجه این بود که پس از بازگشت از آمریکا از ملاقات با همسرش محروم شد. خبرنگار یورونیوز گفت: «لئوپولدو لوپز، دشمن شماره یک رژیم چاوز است برای بعضی‌ها او مانند نلسون ماندلا و برای بعضی او رئیس‌جمهور آینده کشور است.»

## بازداشت خانگی
لئوپولدو لوپز در ۸ ژوئیه ۲۰۱۷ در حبس خانگی قرار گرفت. وی در آستانه برگزاری انتخابات مجلس مؤسسان از زندان به خانه‌اش منتقل شده و تحت نظر بود. دیوان عالی ونزوئلا در این‌باره گفت لوپز به دلیل نگرانی از وضع سلامتی‌اش آزاد شده‌است. آنتونیو لدزما، شهردار پیشین کاراکاس نیز از سال ۲۰۱۵ در حصر خانگی به‌سر می‌برد. لوپز طی بازداشت خانگی پیامی را ضبط کرده بود تا در صورت انتقال مجدد به زندان، منتشر شود. او در این نوار ویدیوئی گفت: «اگر این فیلم را مشاهده می‌کنید، دلیل آن این است که بازهم مرا به‌طور غیرقانونی و غیرمنصفانه به زندان انداخته‌اند؛ من یک زندانی سیاسی هستم.». وی از هواداران خود خواست تا به مبارزه تا کسب آزادی و تضمین دموکراسی در کشورشان ونزوئلا ادامه دهند.

## دستگیری مجدد و واکنش‌ها

### دستگیری در اوت ۲۰۱۷
در اول اوت ۲۰۱۷ مأموران امنیتی دولت نیکلاس مادورو رئیس‌جمهوری ونزوئلا در نخستین گام برای سرکوب مخالفان پس از برگزاری انتخابات ژوئیه ۲۰۱۷، لئوپولدو لوپز، و آنتونیو لِدِزما، دو تن از مخالفان اصلی دولت این کشور را بازداشت کردند؛ و به زندانی در یک پایگاه نظامی منتقل کردند. این دو در حصر خانگی بودند. دیوان عالی ونزوئلا مدعی شد لئوپولدو لوپز و آنتونیو لِدزما در انتقاد از دولت، قوانین بازداشت خانگی را نقض کرده‌اند.
لئوپولدو لوپِز و آنتونیولِدِزما مردم را از شرکت در انتخابات یکشنبهٔ گذشته نهی کرده بودند.

### واکنش آمریکا
آمریکا در ژوئیه ۲۰۱۷ چند مقام کنونی و پیشین ونزوئلا را تحریم کرد. این کشور قبل از برگزاری انتخابات مجلس مؤسسان به کاراکاس هشدار داده بود اگر این انتخابات برگزار شود تحریم‌های بیشتری در راه خواهد بود. در نتیجه بعد از برگزاری انتخابات نیکلاس مادورو را تحت تحریم قرار داد.
در پی بازداشت لوپز رهبر اپوزیسیون ونزوئلا، ترامپ به‌شدت از مادورو، رئیس‌جمهوری ونزوئلا انتقاد کرد و او را «دیکتاتور» خواند. ترامپ گفت ایالات متحده، مادورو را مسئول سلامت و ایمنی لوپز و لدزما و دیگر زندانیان می‌داند.
رکس تیلرسون، وزیر خارجه آمریکا نیز در رابطه با ونزوئلا گفت: «ما همه گزینه‌های سیاسی را که بتوانیم برای دستیابی به تغییر انجام دهیم می‌آزماییم تا مادورو یا به این نتیجه برسد که هیچ آینده ندارد یا دولت به قانون اساسی بازگردد.
استیون منوچین، وزیر خزانه‌داری آمریکا هم نیکلاس مادورو را دیکتاتوری توصیف کرده‌است که «به خواست و اراده مردم ونزوئلا وقعی نمی‌گذارد.»

### سازمان ملل
آنتونیو گوترش دبیرکل سازمان ملل در واکنش به بازداشت لئوپولدو لوپز و آنتونیو لدزما شهردار کاراکاس از جناح مخالف دولت ونزوئلا را به باد انتقاد گرفت. وی از دولت ونزوئلا خواست مخالفان بازداشت شده را بدون هیچ پیش شرطی آزاد کند.

### آزادی و حصر مجدد
روز شنبه ۵ اوت ۲۰۱۷ دولت ونزوئلا لئو پولدو لوپز را از زندان آزاد کرد اما مجدداً او را در حصر خانگی قرار داد.

## حزب اراده مردمی لوپز

### حزب اراده مردمی
حزب اراده مردمی (VP) در دسامبر سال ۲۰۰۹ توسط لئوپولدو لوپز تأسیس شد. این حزب خود را مترقی، دموکراتیک، کثرت‌گرا، اجتماعی و مدافع حقوق برای همه توصیف می‌کند.

### شرط حزب برای مذاکره با دولت
لئوپولدو لوپز" رهبر حزب اراده مردمی در نوامبر ۲۰۱۶ شرط حضور در مذاکرات با دولت را آزادی همه هم حزبی‌های خود از زندان دانست. وی که در این تاریخ در زندان شاخه سبز به سر می‌برد در جریان شروع مذاکرات میان دولت مادورو رئیس‌جمهور ونزوئلا و احزاب مخالف این موضع را اتخاذ کرد. حزب اراده مردمی نیز اعلام کرد که دلیل اصلی برای عدم شرکت در مذاکرات صلح این است که نه تنها "لئوپولدو لوپز" رهبر اصلی‌شان در زندان بسر می‌برد، بلکه دیگر اعضای ارشد این حزب نیز در تبعید بسر می‌برند. این حزب شرط اصلی حضور در مذاکرات را آزادی بنیان‌گذار این حزب لئوپولدو لوپز دانست.